# Så är vi fast mänga en enda kropp
Så är vi fast mänga en enda kropp är en psalm med text ur Första Korintierbrevet 10:17 och musik skriven 1986 av Gunno Södersten.

## Publicerad i
- Psalmer och Sånger 1987 som nummer 768:3 under rubriken "Psaltarpsalmer och andra sånger ur bibeln".[1]